# José Loreto Arismendi
José Loreto Arismendi (Carúpano, Sucre, 1825 - Irapa, Sucre, 21 de setembre de 1871) fou un polític i militar veneçolà.
Fou un dels més distingits generals veneçolans de la independència. Amb només 400 homes es defensà en l'illa Margarita contra les forces que comanava el general espanyol Morillo composta d'una host de 5.000.
Hagué de rendir-se davant la força del nombre, però poc després assaltà la fortalesa de Juan Griego i va prendre part en quasi tots els fets de guerra d'aquella campanya.
No volgué reconèixer l'autoritat de Bolivar i morí afusellat a Irapa per les tropes espanyoles.